# Friedrich Fröbel

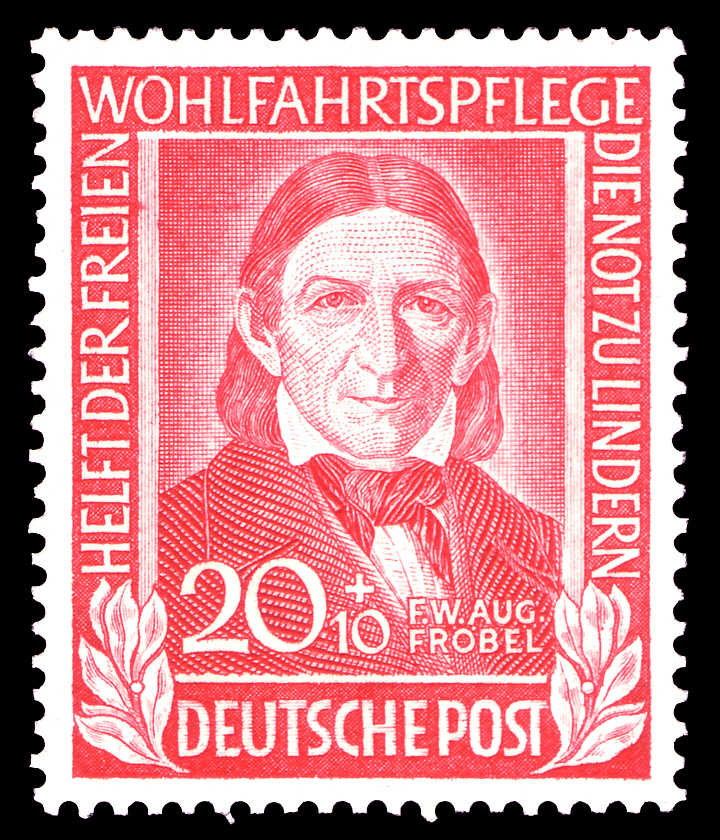
Friedrich Wilhelm Fröbel na znaczku pocztowym

Friedrich Wilhelm Fröbel (Froebel) (ur. 21 kwietnia 1782 w Oberweißbach/Thür. Wald, zm. 21 czerwca 1852 w Marienthal) – niemiecki pedagog, teoretyk i czołowy kreator wychowania przedszkolnego o orientacji humanistycznej. Był twórcą pierwszego systemu wychowania przedszkolnego zwanego fröbizmem.

## Życie i kariera
W 1805 roku rozpoczął pracę jako nauczyciel w szkole, która prowadzona była zgodnie z założeniami pedagogicznymi reprezentowanymi przez Johanna Pestalozziego. Założenia Pestalozziego miały wpływ na koncepcję wychowania dzieci w wieku przedszkolnym i wczesnoszkolnym. Tam też opracował swoją filozofię wychowania – filozofię sferyczną, która była teorią naukową i metafizyczną. W 1813 r. Froebel przerwał studia, a po zakończeniu wojny, otrzymawszy posadę w muzeum mineralogicznym, ponownie oddał się nauce. Kontynuacja badań nie trwała jednak długo, ze względu na śmierć brata i konieczność pomocy wdowie w wychowaniu osieroconych dzieci. Zauważywszy umiejętności pedagogiczne, powierzono mu zajęcie się potomstwem drugiego brata i w ten sposób powstała namiastka pierwszego zakładu wychowawczego Froebla. 
Na podstawie obserwacji zachowań dzieci w różnym wieku, przyjął, iż działanie i poszanowanie ucznia będą wyznacznikami jego nauczania. Gry towarzyskie, zabawy, zwiedzanie pracowni, przyglądanie się przyrodzie, przechadzki, wykorzystywanie jak najprostszego materiału (gliny, piasku, drewnianych klocków) miały być podstawą nauki o świecie. Aby wprowadzić swoje pomysły w życie, zdecydował się na otworzenie własnego zakładu dla dzieci, co miało miejsce w 1837 r. w Glankenburgu. Placówkę nazwał dziecięcym ogródkiem – Kindergarten, tłumacząc w ten sposób główne zasady placówki – postrzeganie dziecka jako rośliny, która dla właściwego rozwoju potrzebuje pielęgnacji oraz nieodłączność ogrodu w nauczaniu, jako miejsca obcowania z przyrodą.
Myśl Froebla stopniowo nabierała rozgłosu, znalazła tak wielu zwolenników, iż udało się założyć narodowy ogródek dziecięcy ze składek mieszkańców. W latach 1849–50 odwiedził większe niemieckie miejscowości, w których prowadził wykłady na temat istoty wychowania początkowego. Wraz ze wzrostem świadomości społeczeństwa o roli nauczania, powstawały kolejne ogródki dziecięce – w Dreźnie, Hamburgu, Frankfurcie.  W miejscowości Zamek Marienthal mieszkał i założył pierwszą szkołę dla nauczycieli przedszkolnych.

## Myśl pedagogiczna
F. Froebel zainicjował w państwie pruskim zreformowany typ placówki edukacyjnej dla najmłodszych, określanej mianem ogrodu dziecięcego (Kindergarten). Chciał, by dzieci czuły się w nim, jak rośliny z troską pielęgnowane przez ogrodnika-wychowawcę i od najmłodszych lat uczyły się tam samodzielności myślenia oraz umiejętności współżycia z ludźmi. Za podstawową formę aktywności uważał zabawę, która winna prowadzić do wszechstronnego rozwoju i przygotowania do nauki.
Szczególną rolę w rozwoju dziecka Froebel przypisywał tzw. „darom”. Dzieci poprzez aktywny kontakt z podstawowymi formami, w zabawie miały odkrywać właściwości i strukturę owych podarków.
Wyróżniał trzy dary odpowiednie dla trzech okresów przedszkolnych (okres kuli, walca i sześcianu) w rozwoju dziecka:
- I okres, w którym dzieci otrzymują piłkę jako kulę (do zabawy w ogródku)
- II okres, dzieci otrzymują walec
- III okres, dzieci otrzymują klocki jako sześcian

Dary te służą dzieciom do zabaw percepcyjno-manipulacyjnych, działaniom tym towarzyszy śpiew, mówienie wierszyków czy opowiadań. 
W opracowanej przez niemieckiego pedagoga koncepcji aktywności, duże znaczenie ma kontakt z materiałami, których dostarcza przyroda, zwanymi "darami natury", bogactwami przyrody czy "darami ziemi". Pedagog upowszechniał ćwiczenia umysłu poprzez mówienie, śpiewanie, budzenie u dzieci wrażliwości zmysłowej poprzez badanie i porównywanie, poznawanie cech przedmiotów i zjawisk. W działaniach dzieci Froebel podkreślał rozwijanie uporczywości i umiejętności doprowadzania pracy do końca.

## Podstawowe dzieła
- Das Kindergartenwesen, 1883[1]
- Menschenerziehung, 1883[1]

## Ślady w kulturze polskiej
W wielu rejonach dzisiejszej Polski, zwłaszcza na ziemiach należących niegdyś do Prus, jeszcze w XIX w. do języka polskiego weszło pojęcie "ogródki freblowskie", zaś wychowawczynie i opiekunki dzieci z placówek przedszkolnych zaczęto potocznie nazywać "freblankami"